# Perpatáris (Arcadie)
Perpatáris (grec moderne : Περπατάρης) est une localité située dans le dème de Tripoli, dans le district régional d'Arcadie, dans la périphérie du Péloponnèse, en Grèce.
Selon le recensement de 2021, elle compte 53 habitants.